# Somalia italiana
La Somalia italiana fue una colonia italiana que llegó a poseer 501 000 km² (702 000 km² en 1936-1941) y existió desde finales del siglo XIX hasta el año de 1960, con la excepción de un breve periodo de gobierno británico. Se encontraba en el territorio que hoy forma parte de Somalia, en el este de África.

## Historia

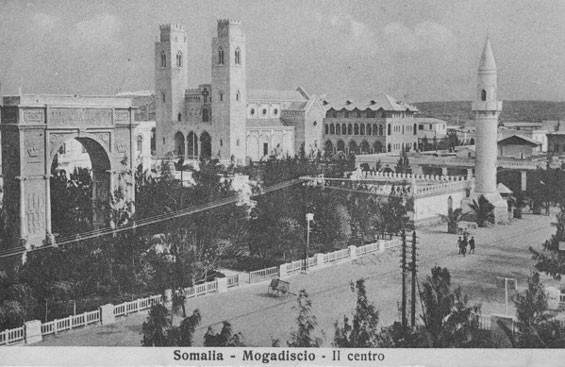
Mogadiscio en 1936, con la catedral católica al centro y el arco de triunfo dedicado al rey de Italia.

A diferencia de otras regiones de África, cuando los europeos llegaron a Somalia, ahí ya existían varios estados con un parcial sentimiento de nación, como el Sultanato de Geledi, el de Hobyo y el de Miyurtina. Somalia se convierte en colonia italiana en 1886 con la división entre Gran Bretaña, Francia, Etiopía e Italia, tocándole a Italia la costa sudoriental. 
Italia inicia una política de “dominio informal”, que se basaba en dejar que el territorio se administrara de una forma casi autónoma, y las autoridades italianas, conocidas como "capos" solo tuvieran una capacidad consultiva para los problemas locales. Este modo de operar la colonia hizo también que el mantenimiento de la misma no resultara caro para la metrópoli, y esta operación de bajo costo se notó en el poco legado educativo que dejaron los italianos inicialmente, aunque la esclavitud por ley fue eliminada por los italianos desde 1898.
Una de las imposiciones que pusieron los italianos a Somalia fue la de los impuestos directos, algo a lo que los somalíes no estaban acostumbrados ya que el Sultanato de Geledi solo recaudaba los tributos cuando el pueblo acudía con los jueces y en las tasas de importación y exportación. Los italianos introdujeron impuestos como el impuesto anual a la vivienda, pero con el propósito de pagar el mantenimiento del aseo urbano (inexistente hasta entonces y causa de malaria y otras epidemias en la Somalia anterior al dominio italiano).
A finales del siglo XIX, los italianos crearon la Colonia della Somalia: la nombraron oficialmente Somalia  en 1905 con capital Mogadiscio, que pronto se convirtió en una ciudad moderna con el primer hospital creado en Somalia y con cloacas y electricidad.
En 1920, las asociaciones juveniles de la élite somalí, integrada por todos aquellos que ocupaban cargos de mediana o alta importancia en la administración colonial, fundaron la Asociación Islámica Somalí, que tenía el propósito de convertirse en una campaña política nacionalista.
En 1924 los británicos ceden a Italia la parte situada al oeste del río Juba (Jubalandia) que en 1926 fue incorprada a la Somalia Italiana. En 1925 los nativos aprovecharon esta coyuntura para desafiar al orden colonial y organizar rebeliones con el objetivo de cambiar el modo de producción italiano. Sin embargo, estas rebeliones fueron rápidamente controladas.
En 1935 se crea la "Liga Nacional Somalí" que, con el tiempo, se transformó en el primer partido político de Somalia. También, ese mismo año, Italia declaró la guerra a Etiopía, iniciando así la Segunda Guerra Ítalo-Abisinia y 220 000 soldados somalíes son enviados al frente. 

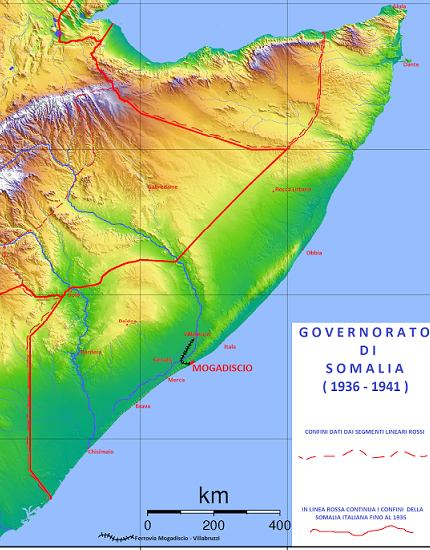
Governatorado de la Somalia italiana (1936-1941): línea continua frontera anterior a 1936, línea discontinua límites desde 1936.

En 1936, con la derrota de Etiopía, la parte de Somalia controlada por Etiopía se incorpora a la Somalia Italiana que, a su vez, pasó a formar parte del África Oriental Italiana, junto con Etiopía y Eritrea.
La presencia de los Italianos favoreció la difusión de la Iglesia católica y en Somalia desde 1920 hasta 1939 fueron edificadas muchas iglesias, como la catedral de Mogadiscio (construida en 1928 y actualmente destruida por la guerra civil). En 1940 casi el 10% de los habitantes de la Somalia italiana eran católicos y eran miembros de la "Diocesi Cattolica di Mogadiscio".
En 1936 la Somalia italiana fue llamada Gobernación de Somalia y aumentada con la inclusión de 200 000 km² de territorio etíope: el Ogaden, poblado por somalíes. Los italianos en esos años desarrollaron un eficiente sistema de carreteras, donde Mogadiscio era conectado con Adís Abeba por una moderna ruta asfaltada llamada "Via dell'Impero"; además construyeron los primeros aeropuertos somalíes con la capital Mogadiscio conectada directamente con Roma gracias a una Línea aérea dell'Impero que fue históricamente el mayor vuelo comercial de toda África. También fue creado un ferrocarril de 115 km entre Mogadiscio y una área de desarrollo agrícola-bananero (Villaggio Duca degli Abruzzi).  
Sucesivamente en el verano 1941 en la Somalia italiana fue incluida la Somalilandia Británica y algunas áreas pobladas por somalíes de Kenia oriental, conquistadas por los italianos al inicio de la Segunda Guerra Mundial. 
De esta manera todos los somalíes quedaron unificados bajo el mando italiano en la Somalia italiana. Únicas excepciones eran la pequeña Somalia francesa, centrada alrededor de Yibuti y la parte nordeste de Kenia. 
Este territorio de 702 000 km² (con capital Mogadiscio) fue llamado por Mussolini la Gran Somalia, y existió entre agosto de 1940 y abril de 1941.

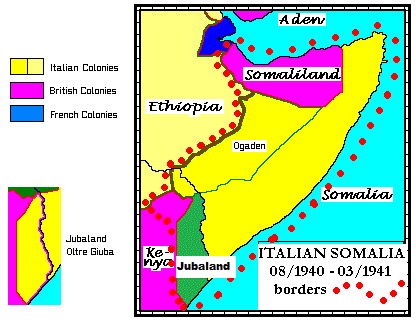
La «Gran Somalia» que unía todos los somalíes en un único territorio.

En esos años había unos 20 000 italianos en Somalia y la economía —basada en agricultura y exportaciones de bananas a Europa— floreció enormemente, especialmente en las áreas de Mogadiscio y del río Uebi-Scebeli.
Muchos somalíes apoyaron la colonización italiana de Somalia, y varios miles fueron enrolados en las fuerzas coloniales italianas. Al inicio de la Segunda Guerra Mundial fueron creadas dos divisiones de somalíes: la 101.ª y la 102.ª, con base en la capital Mogadiscio.
En el verano de 1941, el territorio fue ocupado por tropas británicas, que administraron la Somalia italiana hasta noviembre de 1949, cuando esta pasó a ser un territorio del Consejo de Administración Fiduciaria de las Naciones Unidas bajo administración de Italia. La administración italiana duró diez años, caracterizados por un notable desarrollo socioeconómico.
En febrero de 1947 cesó oficialmente de existir la Somalia italiana, con el tratado de paz en el que Italia fue despojada de todas sus colonias.

### Independencia
El 1 de julio de 1960, se otorgó la independencia a la Somalia italiana, que de inmediato se integró con la Somalilandia Británica (independiente el 26 de junio previo) para formar la República de Somalia.

## Galería

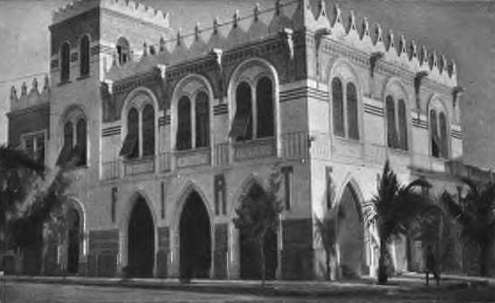
El edificio de la Fiat "Boero" en Mogadiscio (1940).
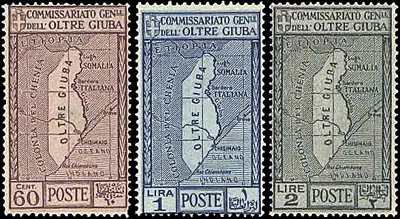
Estampillas de 1926 celebrando la unión del "Jubaland" a la Somalia italiana.
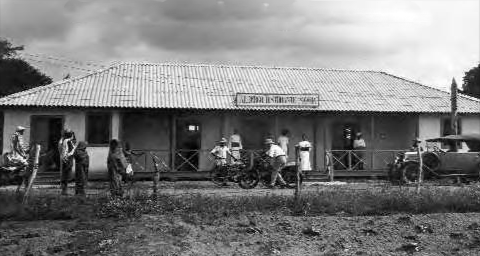
Hotel en el "Villaggio Duca degli Abruzzi", hecho por Luis Amadeo de Saboya.
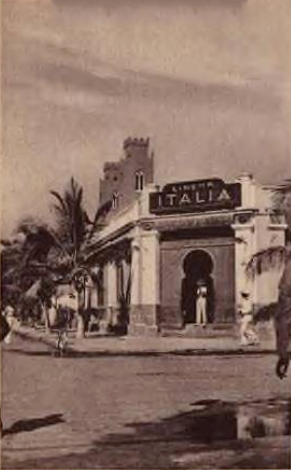
El primer cine en Mogadiscio, el Cinema Italia, inaugurado en 1937.
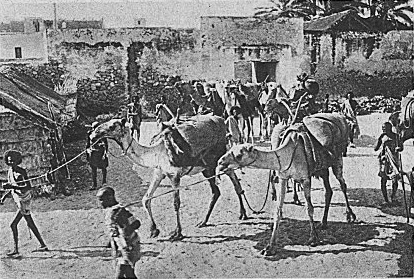
La "Puerta" de Mogadiscio en 1931.
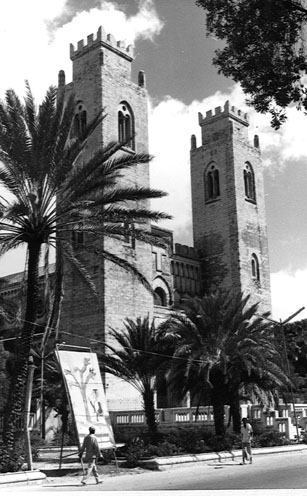
La catedral católica de Mogadiscio en 1940, ahora completamente destruida.